# المقاتل النهائي: فريق جوانا ضد فريق كلوديا
المقاتل النهائي: نهائي فريق جوانا ضد فريق كلوديا (بالإنجليزية: The Ultimate Fighter: Team Joanna vs. Team Cláudia)‏ المعروف أيضًا باسم المقاتل النهائي 23 كان جزءًا من المسلسل التلفزيوني الواقعي المقاتل النهائي، التي تنظمه يو إف سي.